# 1982-es Formula–1 holland nagydíj
A holland nagydíj volt az 1982-es Formula–1 világbajnokság kilencedik futama.

## Futam
| Helyezés | #  | Versenyző          | Csapat/Motor    | Körök | Idő/Kiesés oka    | Rajthely | Pontszám |
| -------- | -- | ------------------ | --------------- | ----- | ----------------- | -------- | -------- |
| 1        | 28 | Didier Pironi      | Ferrari         | 72    | 1:38:03,254       | 4        | 9        |
| 2        | 1  | Nelson Piquet      | Brabham-BMW     | 72    | + 21,649          | 3        | 6        |
| 3        | 6  | Keke Rosberg       | Williams-Ford   | 72    | + 22,365          | 7        | 4        |
| 4        | 8  | Niki Lauda         | McLaren-Ford    | 72    | + 1:23,729        | 5        | 3        |
| 5        | 5  | Derek Daly         | Williams-Ford   | 71    | + 1 kör           | 12       | 2        |
| 6        | 30 | Mauro Baldi        | Arrows-Ford     | 71    | + 1 kör           | 16       | 1        |
| 7        | 3  | Michele Alboreto   | Tyrrell-Ford    | 71    | + 1 kör           | 14       |          |
| 8        | 27 | Patrick Tambay     | Ferrari         | 71    | + 1 kör           | 6        |          |
| 9        | 7  | John Watson        | McLaren-Ford    | 71    | + 1 kör           | 11       |          |
| 10       | 29 | Marc Surer         | Arrows-Ford     | 71    | + 1 kör           | 17       |          |
| 11       | 23 | Bruno Giacomelli   | Alfa Romeo      | 70    | + 2 kör           | 8        |          |
| 12       | 9  | Manfred Winkelhock | ATS-Ford        | 70    | + 2 kör           | 18       |          |
| 13       | 10 | Eliseo Salazar     | ATS-Ford        | 70    | + 2 kör           | 25       |          |
| 14       | 31 | Jean-Pierre Jarier | Osella-Ford     | 69    | + 3 kör           | 23       |          |
| 15       | 2  | Riccardo Patrese   | Brabham-BMW     | 69    | + 3 kör           | 10       |          |
| Kiesett  | 17 | Jochen Mass        | March-Ford      | 60    | Motorhiba         | 24       |          |
| Kiesett  | 33 | Jan Lammers        | Theodore-Ford   | 41    | Motorhiba         | 26       |          |
| Kiesett  | 11 | Elio de Angelis    | Lotus-Ford      | 40    | Meghajtás         | 15       |          |
| Kiesett  | 22 | Andrea de Cesaris  | Alfa Romeo      | 35    | Elektronika       | 9        |          |
| Kiesett  | 15 | Alain Prost        | Renault         | 33    | Motorhiba         | 2        |          |
| Kiesett  | 16 | René Arnoux        | Renault         | 21    | Kicsuszás         | 1        |          |
| Kiesett  | 4  | Brian Henton       | Tyrrell-Ford    | 21    | Karburátor        | 20       |          |
| Kiesett  | 18 | Raul Boesel        | March-Ford      | 21    | Motorhiba         | 22       |          |
| Kiesett  | 20 | Chico Serra        | Fittipaldi-Ford | 18    | Üzemanyagrendszer | 19       |          |
| Kiesett  | 35 | Derek Warwick      | Toleman-Hart    | 15    | Olajszivárgás     | 13       |          |
| Kiesett  | 26 | Jacques Laffite    | Ligier-Matra    | 4     | Meghajtás         | 21       |          |
| NK       | 14 | Roberto Guerrero   | Ensign-Ford     |       |                   |          |          |
| NK       | 36 | Teo Fabi           | Toleman-Hart    |       |                   |          |          |
| NK       | 25 | Eddie Cheever      | Ligier-Matra    |       |                   |          |          |
| NK       | 12 | Roberto Moreno     | Lotus-Ford      |       |                   |          |          |
| NeK      | 19 | Emilio de Villota  | March-Ford      |       |                   |          |          |

## A világbajnokság élmezőnyének állása a verseny után
| H  | Versenyzők       | Pont | H  | Konstruktőrök | Pont |
| -- | ---------------- | ---- | -- | ------------- | ---- |
| 1. | John Watson      | 30   | 1. | McLaren-Ford  | 45   |
| 2. | Didier Pironi    | 29   | 2. | Brabham-Ford  | 36   |
| 3. | Keke Rosberg     | 21   | 3. | Williams-Ford | 32   |
| 4. | Riccardo Patrese | 19   | 4. | Ferrari       | 32   |
| 5. | Alain Prost      | 18   | 5. | Renault       | 22   |
| 6. | Nelson Piquet    | 17   | 6. | Lotus-Ford    | 17   |

## Statisztikák
Vezető helyen:
- Alain Prost: 4 (1-4)
- Didier Pironi: 68 (5-72)

Didier Pironi 3. győzelme, René Arnoux 13. pole-pozíciója, John Watson 1. leggyorsabb köre.
- Ferrari 83. győzelme.

Roberto Moreno első versenye.